# Älvåsen
Älvåsen este o arie protejată (arie specială de conservare — SAC, sit de importanță comunitară — SCI) din Suedia întinsă pe o suprafață de 428,4 ha, integral pe uscat.

## Localizare
Centrul sitului Älvåsen este situat la coordonatele 62°03′23″N 16°45′06″E / 62.0564°N 16.7516°E.

## Înființare
Situl Älvåsen a fost declarat sit de importanță comunitară în iulie 2000 pentru a proteja 1 specie de plante. Situl a fost protejat și ca arie specială de conservare în martie 2011.

## Biodiversitate
Situată în ecoregiunea boreală, aria protejată conține 3 habitate naturale: Mlaștini împădurite, Mlaștini turboase de tranziție și turbării mișcătoare, Taiga vestică.
La baza desemnării sitului se află o specie protejată de  plante: Cinna latifolia.